# 727
Раннє Середньовіччя. Триває чума Юстиніана. У Східній Римській імперії продовжується правління Лева III. Більшу частину території Італії займає Лангобардське королівство, деякі області належать Візантії. У Франкському королівстві формально править династія Меровінгів при фактичній владі в руках Карла Мартела. В Англії триває період гептархії. Авари та слов'яни утвердилися на Балканах. Центр Аварського каганату лежить у Паннонії. Існують слов'янські держави: Карантанія та Перше Болгарське царство.
Омеядський халіфат займає Аравійський півострів, Сирію, Палестину, Персію, Єгипет, Північну Африку та Піренейський півострів. У Китаї править династія Тан. Індія роздроблена. В Японії почався період Нара. Хазарський каганат підпорядкував собі кочові народи на великій степовій території між Азовським морем та Аралом. Відновився Тюркський каганат.
На території лісостепової України в VIII столітті виділяють пеньківську й корчацьку археологічні культури. У VIII столітті продовжилося швидке розселення слов'ян. У Північному Причорномор'ї співіснують різні кочові племена, зокрема булгари, хозари, алани, авари, тюрки, кримські готи.

## Події
- Папа Римський Григорій II засудив оголошену візантійським василевсом Левом III Ісавром заробону ікон. Візантійські області в Італії відкололися від імперії.
- Лангобардський король Лютпранд скористався безладом і взяв низку італійський міст.
- Візантійський фем Еллада збунтувався проти іконоборства. Грецький флот поплив на Константинополь, але був переможений із застосуванням грецького вогню.
- Війська Омеядського халіфату взяли в облогу Нікею, але безуспішно.
- Анонімним автором написана «Книга історії франків».

## Померли
- 30 травня —- Недалеко від Брюсселя помер святий Губерт, місіонер і єпископ Льєзький. Згідно з легендою Губерт навернувся до християнства після того, як йому уві сні явився олень з сяючим хрестом між рогами. Згодом святого Губерта визнали за покровителя мисливців.